# Matt Kemp
Pour les articles homonymes, voir Kemp.
Matthew Ryan Kemp (né le 23 septembre 1984 à Midwest City, Oklahoma, États-Unis) est un ancien joueur de champ extérieur de la Ligue majeure de baseball.
Kemp, qui évolue de 2006 à 2014 pour les Dodgers de Los Angeles, reçoit deux invitations au match des étoiles, gagne deux Gants dorés et deux Bâtons d'argent, et termine 2e, tout juste derrière Ryan Braun, au titre de joueur par excellence de la saison 2011 de la Ligue nationale.

## Biographie

### Dodgers de Los Angeles
Après des études secondaires à la Midwest City High School de Midwest City (Oklahoma), Matt Kemp est drafté le 3 juin 2003 par les Dodgers de Los Angeles au sixième tour de sélection. Il débute en Ligue majeure le 28 mai 2006.

#### Saison 2009
En 2009, il remporte un premier Gant doré pour son excellence en défensive à la position de voltigeur et un premier Bâton d'argent.

#### Saison 2010

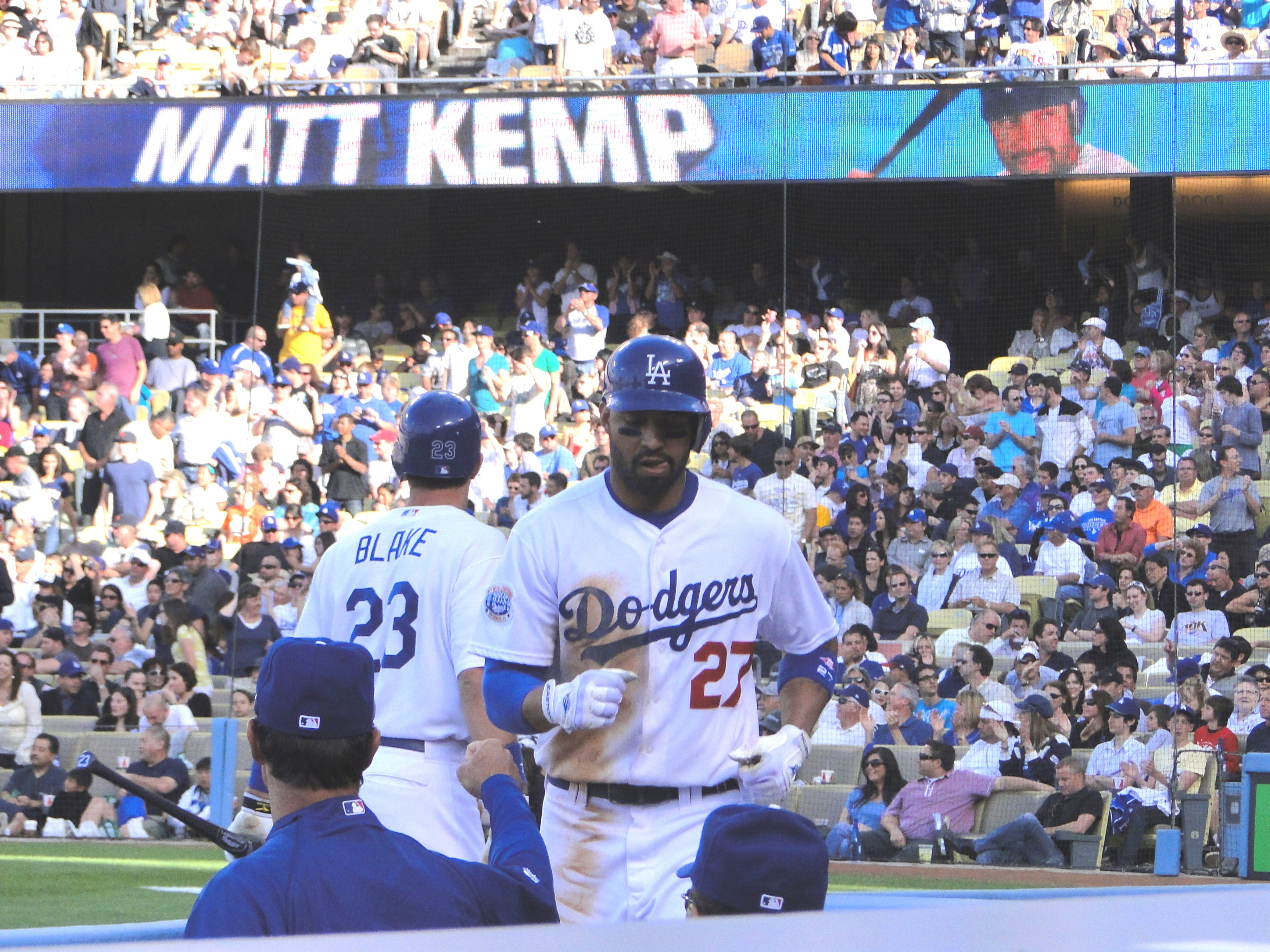
Matt Kemp après avoir réussi un circuit en 2010.

En janvier 2010, il reçoit des Dodgers une prolongation de contrat de 2 ans pour 10,5 millions de dollars.
Durant la saison 2010, Kemp se montre inconstant sur le terrain, malgré des statistiques honorables. Des erreurs commises sur le terrain amènent le manager des Dodgers, Joe Torre, à clouer son joueur vedette au banc à quelques reprises. Une altercation verbale se produit également entre Kemp et l'instructeur Bob Schaefer. L'agent de Kemp, Dave Stewart, met le feu aux poudres lorsqu'il critique dans une entrevue au Los Angeles Times les instructeurs Schaefer et Larry Bowa, et insinue qu'un échange serait peut-être préférable pour son client et pour les Dodgers.

#### Saison 2011
Il connaît une forte première moitié de saison en 2011 ce qui lui vaut d'être élu par le public sur la formation de départ des étoiles de la Ligue nationale au match des étoiles. C'est la première fois qu'il est invité à cette classique.
2011 est sa meilleure saison en carrière alors qu'il apparaît parmi les meneurs du baseball majeur et de la Ligue nationale dans de nombreuses catégories offensives,. Kemp est le meneur des Ligues majeures pour les points produits avec 126. Il mène la Ligue nationale pour les points marqués avec 115, et le total de buts (353, deuxième dans les majeures derrière Jacoby Ellsbury). Dans la Nationale seul Starlin Castro des Cubs de Chicago frappe davantage de coups sûrs (207) que Kemp (195). Le joueur des Dodgers est second de la Nationale avec 76 coups sûrs de plus d'un but, avec un de moins que Ryan Braun. Il est troisième de la Nationale pour la moyenne au bâton (,324) après José Reyes et Braun, et au quatrième rang pour la moyenne de présence sur les buts (,399). Sa moyenne de puissance de ,586 le place troisième dans les majeures derrière José Bautista et Braun. Membre du club 30-30 (30 coups sûrs et 30 buts volés), Kemp passe à un circuit près d'être l'un des rares membres du club 40-40 : il est troisième de tout le baseball avec 39 coups de circuit derrière Bautista et Curtis Granderson, et ses 40 buts volés le placent second en Ligue nationale derrière Michael Bourn et quatrième dans l'ensemble des majeures. Considéré comme l'un des meilleurs voltigeurs de la ligue tant en offensive qu'en défensive, il remporte pour la deuxième fois un Bâton d'argent et un Gant doré.
L'un des favoris pour un prix convoité, celui du joueur par excellence de la saison en Ligue nationale, Kemp termine toutefois deuxième au vote qui détermine le vainqueur. Avec 10 votes de première place et 332 points au total, il termine derrière Ryan Braun (20 votes de première place, 388 points) des Brewers de Milwaukee.
En novembre 2011, Kemp signe une prolongation de contrat de 160 millions de dollars pour huit saisons avec les Dodgers. Il s'agit du plus lucratif contrat jamais offert par la franchise, devant celui de sept ans à 105 millions accordé au lanceur Kevin Brown en 1998.

#### Saison 2012
Kemp commence en force la saison 2012 : il produit au moins un point dans les 5 premiers matchs des Dodgers. Avec des points produits dans les 4 premiers matchs de la saison précédente, pour un total de 9 parties de suite, il égale un record de franchise de Augie Galan (1944) et Roy Campanella (1955). En donnant la victoire aux Dodgers avec son 11e coup de circuit de l'année, le 28 avril 2012 contre Nationals de Washington, Kemp établit un record de franchise pour le plus grand nombre de circuits en avril, dépassant l'ancienne marque de 10 par Gary Sheffield en avril 2000. Il conclut le mois avec le nouveau record de 12 longues balles. Menant les Ligues majeures pour la moyenne au bâton (,417) et les circuits (12), et premier de la Ligue nationale pour la moyenne de puissance (,893), les coups sûrs (35) et les points produits (25) en 23 parties en avril 2012, Kemp est nommé joueur par excellence du mois dans la Ligue nationale, un honneur qu'il reçoit pour la première fois.
Cependant, il est placé sur la liste des joueurs inactifs le 14 mai lorsqu'il se blesse aux muscles ischio-jambiers gauches. Ceci met fin à sa séquence de 399 parties jouées consécutivement, la plus longue série du genre à ce moment-là dans les majeures. À son retour au jeu deux semaines plus tard, il se blesse à nouveau à la même jambe dès son premier match. Il est absent du jeu jusqu'au 13 juillet et rate le match des étoiles : voté sur l'équipe partante de la Ligue nationale, il cède sa place à Chipper Jones dans l'équipe d'étoiles et c'est Ryan Braun qui débute la partie à sa place au champ extérieur. 
Kemp dispute au total 106 parties en 2012 et frappe pour ,303 de moyenne au bâton. Sa moyenne de présence sur les buts se chiffre à ,367 et sa moyenne de puissance à ,538. Il compte 122 coups sûrs, 22 doubles, 23 circuits, 69 points produits et 9 buts volés.

#### Saison 2013
Kemp se blesse à la cheville gauche en glissant au marbre lors d'un match à Washington le 21 juin 2013. Cette blessure récurrente à la cheville le force à passer 88 matchs en 3 séjours sur la liste des joueurs blessés durant la saison. Il s'aligne avec les Dodgers pour 73 matchs et est limité à 6 circuits et 31 points produits alors que sa moyenne au bâton glisse à ,270. Les Dodgers annoncent que Kemp ne participera pas aux séries éliminatoires.

#### Saison 2014
Même si des doutes subsistent sur son état physique, Kemp réussit son retour au jeu en 2014 et aide les Dodgers à décrocher une fois de plus la première place de leur division. Il s'impose particulièrement en septembre, recevant l'honneur du joueur du mois dans la Ligue nationale après avoir frappé pour ,322 de moyenne au bâton avec 9 circuits dans le dernier droit du calendrier régulier. 

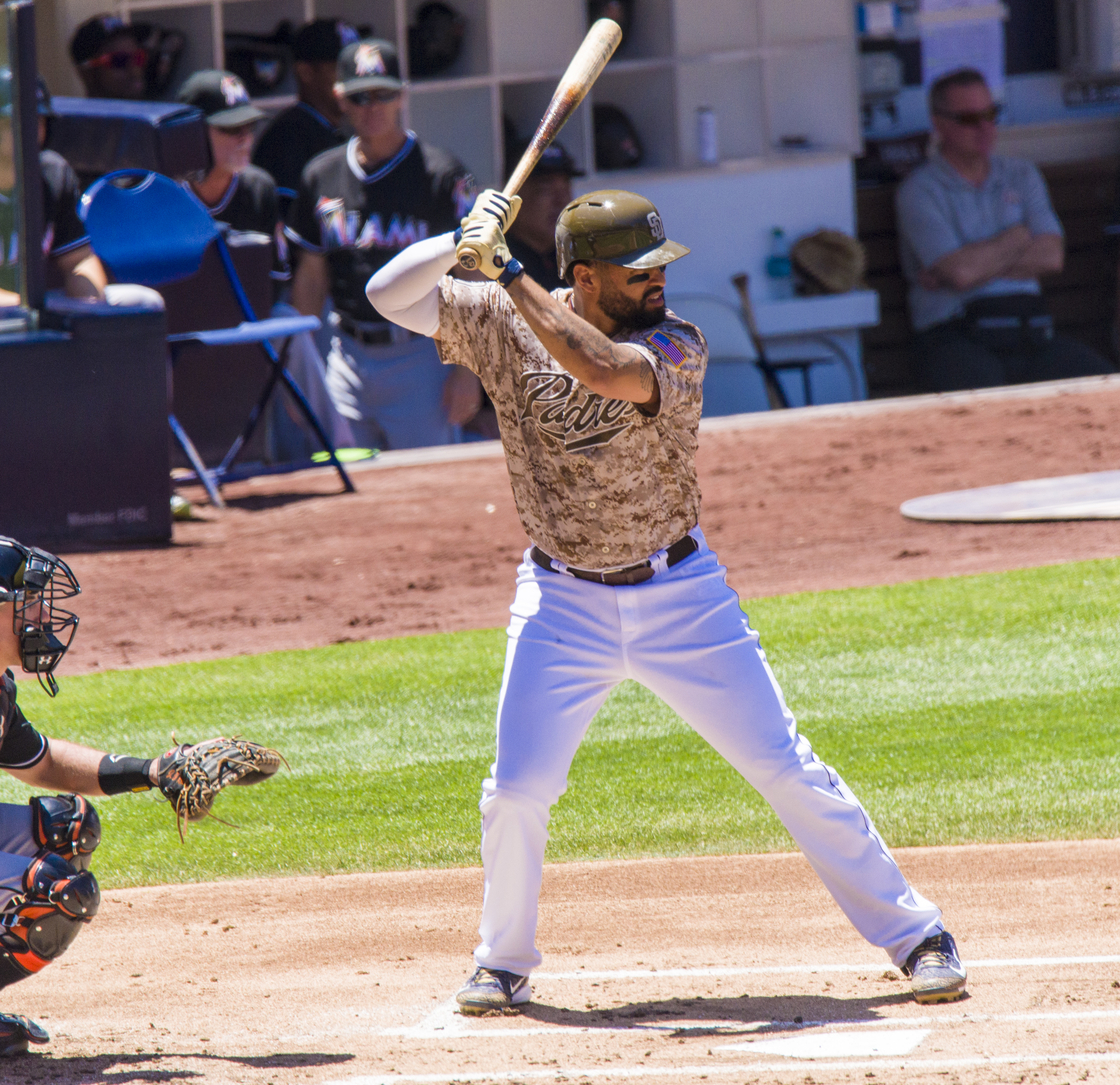
Matt Kemp en 2015 avec les Padres de San Diego.

Sur le terrain pour presque tous les matchs des Dodgers, Kemp frappe pour ,287 avec 25 circuits, 89 points produits et une moyenne de puissance de ,506 en 150 parties jouées. En 4 matchs éliminatoires, il ajoute six coups sûrs dont un circuit en 17 passages au bâton.

### Padres de San Diego
Le 18 décembre 2014, les Dodgers transfèrent Matt Kemp, le receveur Tim Federowicz et une somme de 32 millions de dollars aux Padres de San Diego contre le receveur Yasmani Grandal et les lanceurs droitiers Joe Wieland et Zach Eflin.
Avec un triple en 9e manche d'un match face aux Rockies du Colorado le 14 août 2015, Kemp complète le premier cycle en 47 d'histoire pour les Padres.
Kemp demeure en santé en 2015 et dispute 154 matchs. Il frappe 23 circuits, seulement deux de moins que l'année précédente, malgré le fait qu'il dispute la moitié de ses matchs au Petco Park de San Diego, un stade particulièrement inhospitalier pour les frappeurs de longue balle. Avec 100 points produits, Kemp atteint ce plateau pour la 3e fois de sa carrière, et la première depuis 2011.

### Braves d'Atlanta
Le 30 juillet 2016, San Diego envoie Matt Kemp et paie 10,5 millions de dollars aux Braves d'Atlanta et reçoivent en retour Héctor Olivera, un joueur de troisième but.

### Retour à Los Angeles
Le 16 décembre 2017, Kemp est échangé des Braves d'Atlanta aux Dodgers de Los Angeles contre le joueur de premier but Adrian Gonzalez, le lanceur gaucher Scott Kazmir, le joueur d'utilité Charlie Culberson et le lanceur droitier Brandon McCarthy.

## Vie personnelle
Matt Kemp vit en couple avec la chanteuse Rihanna pendant l'année 2010. Cette relation prend fin en décembre 2010.

## Statistiques
| Saison | Équipe            | G    | AB   | R   | H    | 2B  | 3B | HR  | RBI  | SB  | BA    |
| ------ | ----------------- | ---- | ---- | --- | ---- | --- | -- | --- | ---- | --- | ----- |
| 2006   | LA Dodgers        | 52   | 154  | 30  | 39   | 7   | 1  | 7   | 23   | 6   | 0,253 |
| 2007   | LA Dodgers        | 98   | 292  | 47  | 100  | 12  | 5  | 10  | 42   | 10  | 0,342 |
| 2008   | LA Dodgers        | 155  | 606  | 93  | 176  | 38  | 5  | 18  | 76   | 35  | 0,290 |
| 2009   | LA Dodgers        | 159  | 606  | 97  | 180  | 25  | 7  | 26  | 101  | 34  | 0,297 |
| 2010   | LA Dodgers        | 162  | 602  | 82  | 150  | 25  | 6  | 28  | 89   | 19  | 0,249 |
| 2011   | LA Dodgers        | 161  | 602  | 115 | 195  | 33  | 4  | 39  | 126  | 40  | 0,324 |
| 2012   | LA Dodgers        | 106  | 403  | 74  | 122  | 22  | 2  | 23  | 69   | 9   | 0,303 |
| 2013   | LA Dodgers        | 73   | 263  | 35  | 71   | 15  | 0  | 6   | 33   | 9   | 0,270 |
| 2014   | LA Dodgers        | 150  | 541  | 77  | 155  | 38  | 3  | 25  | 89   | 8   | 0,287 |
| 2015   | San Diego         | 154  | 596  | 80  | 158  | 31  | 3  | 23  | 100  | 12  | 0,265 |
| 2016   | San Diego Atlanta | 156  | 623  | 89  | 167  | 39  | 0  | 35  | 108  | 1   | 0,268 |
| 2017   | Atlanta           | 115  | 438  | 47  | 121  | 23  | 1  | 19  | 64   | 0   | 0,276 |
| 2018   | LA Dodgers        | 146  | 462  | 62  | 134  | 25  | 0  | 21  | 85   | 0   | 0,290 |
| Totaux | Totaux            | 1687 | 6188 | 928 | 1768 | 333 | 37 | 280 | 1005 | 183 | 0,286 |

| Saison | Équipe     | G  | AB  | R | H  | 2B | 3B | HR | RBI | SB | BA    |
| ------ | ---------- | -- | --- | - | -- | -- | -- | -- | --- | -- | ----- |
| 2008   | LA Dodgers | 8  | 28  | 1 | 7  | 3  | 0  | 0  | 1   | 0  | 0,250 |
| 2009   | LA Dodgers | 8  | 34  | 4 | 7  | 0  | 0  | 2  | 4   | 0  | 0,206 |
| 2014   | LA Dodgers | 4  | 17  | 1 | 6  | 0  | 0  | 1  | 2   | 0  | 0,353 |
| 2018   | LA Dodgers | 13 | 23  | 1 | 4  | 1  | 0  | 1  | 3   | 0  | 0,174 |
| Totaux | Totaux     | 33 | 102 | 7 | 24 | 4  | 0  | 4  | 10  | 0  | 0,235 |

Note : G = Matches joués ; AB = Passages au bâton; R = Points ; H = Coups sûrs ; 2B = Doubles ; 3B = Triples ; 
HR = Coup de circuit ; RBI = Points produits ; SB = Buts volés ; BA = Moyenne au bâton.